# Oarces reticulatus
Oarces reticulatus är en spindelart som först beskrevs av Hercule Nicolet 1849.  Oarces reticulatus ingår i släktet Oarces och familjen kaparspindlar. Inga underarter finns listade i Catalogue of Life.